# Stránská skála
Stránská skála är en kulle i Tjeckien.   Den ligger i regionen Södra Mähren, i den sydöstra delen av landet, 190 km sydost om huvudstaden Prag. Toppen på Stránská skála är 310 meter över havet.
Terrängen runt Stránská skála är platt åt sydost, men åt nordväst är den kuperad.Runt Stránská skála är det ganska tätbefolkat, med 172 invånare per kvadratkilometer. Närmaste större samhälle är Brno, 4,9 km väster om Stránská skála. Trakten runt Stránská skála består till största delen av jordbruksmark.